# Cherninia
Genre
Cherninia est un genre fossile de mastodonsauridés temnospondyles. Selon Paleobiology Database en 2022, ce genre est représenté par deux espèces Cherninia denwai et Cherninia megarhina.

## Présentation
L'espèce Cherninia denwai a été publiée par Mukherjee et Sengupta en 1998 L'espèce type, Cherninia denwai,[réf. nécessaire] est connue de la Formation de Denwa en Inde. 
Il est basé sur un crâne massif, ISI A 54, qui était à l'origine considéré comme une espèce de Parotosuchus en 1998 avant de se voir attribuer son propre genre en 2001.
Une autre espèce, Cherninia megarhina, est connue de la Formation supérieure de Ntawere en Zambie. C. megarhina est basé sur un autre grand crâne, BP/1/4223, qui avait également été précédemment référé au genre Parotosuchus,,. Bien qu'il ne soit pas aussi bien conservé que le crâne de C. denwai, BP/1/4233 a été décrit plus tôt en 1974. Il a été décrit par Sharon Chernin, paléontologue à l'Institut Bernard Price et homonyme du genre,.